# Lode Ceyssens
Pour les articles homonymes, voir Ceyssens.
Lode Jozef Ceyssens, né le 13 mars 1972 à Brée est un homme politique belge flamand, membre du CD&V.
Il est ingénieur industriel agricole (1995). Il fut collaborateur politique de Kris Peeters et Hilde Crevits.

## Fonctions politiques
- Conseiller communal à Meeuwen-Gruitrode de 1995 à 2000
- Premier échevin à Meeuwen-Gruitrode de 2001 à 2003
- Bourgmestre de Meeuwen-Gruitrode depuis 2003
- Conseiller provincial de Limbourg de 2000 à 2009
- Député du Parlement flamand depuis le 7 janvier 2009